# 安東省菴
安東 省菴（あんどう せいあん）は日本の儒学者。六組（大組）石高200石の蔵米知行取の柳河藩立花氏家臣にして藩儒である。なお、所属組は立花壱岐組、後に立花九郎兵衛組。子に安東侗菴。立花道雪の重臣安東家忠の曾孫にあたる。

## 経歴
元和8年（1622年）に石高500石の柳川藩藩士で重臣である安東親清の次男として生まれた。次男であったが、聡明で好学心が高く、器量があるので、寛永11年4月2日（1634年4月29日）に立花宗茂より分家の内意書を与えられる。
立花忠茂の時代には江戸に呼び寄せられて近侍する。寛永14年（1637年）に島原の乱が起こり、柳河藩も江戸幕府より乱鎮圧を命じられると、病身ながら従軍。『有馬一揆旧記』の「御殿様御渡海御供御備立」に「拾参人　同（馬壱疋）　安東助四郎」とある。
加えて、同書の「十二月廿五日三之丸御乗被成候刻戦死並手負之覚」において立花壱岐組に「同（手負）　安東助四郎」とあり、12月20日の原城三の丸攻撃に参加して負傷したことが分かる。
京都において松永尺五の下で学問を修めている間、日本に亡命してきた明の学者、江川入徳（中国名：陳入徳）から、朱舜水の情報を得た。1660年、安東は長崎に赴き、朱と会談し、師弟の交わりを持った。この時、安東は日本に留住できるよう長崎奉行に働きかけ、6年間もの間少ない自分の俸禄（200石だが実質は80石）の半分を朱舜水のために贈ったという。また、寛文3年（1663年）に長崎で火事が起こり、朱の家が焼けたときも家を新築し、焼け残った書物や日用品をそこに収めて無事を祝った。
元禄14年（1701年）に柳河で没する。79歳であった。明治44年（1911年）に従四位を追贈される。

## 人物と学問
- 幅広い学問に通じ、学派に偏らない本来の精神を追求し、生活は清貧に甘んじ、実学を信念とし、論語のような生活態度をしたという。
- 伊藤東涯から“西海の巨儒”と呼ばれた。
- 当初は朱子学一辺倒であったが、朱舜水に諭され、陽明学なども学んだ。これは、彼の人格育成に大いに役に立った。気に対する概念も学んだという[3]。

## 著書
- 『三忠伝』
- 『恥斎漫録』
- 『省庵文集』
- 『省庵遺集』